# Radio Jasna Góra
Radio Jasna Góra – polska rozgłośnia katolicka sanktuarium jasnogórskiego  w Częstochowie o zasięgu lokalnym założona 25 marca 1995 przez ojców paulinów. Pełni ewangelizacyjną oraz patriotyczną misję sanktuarium maryjnego nazywanego duchową stolicą Polski. 

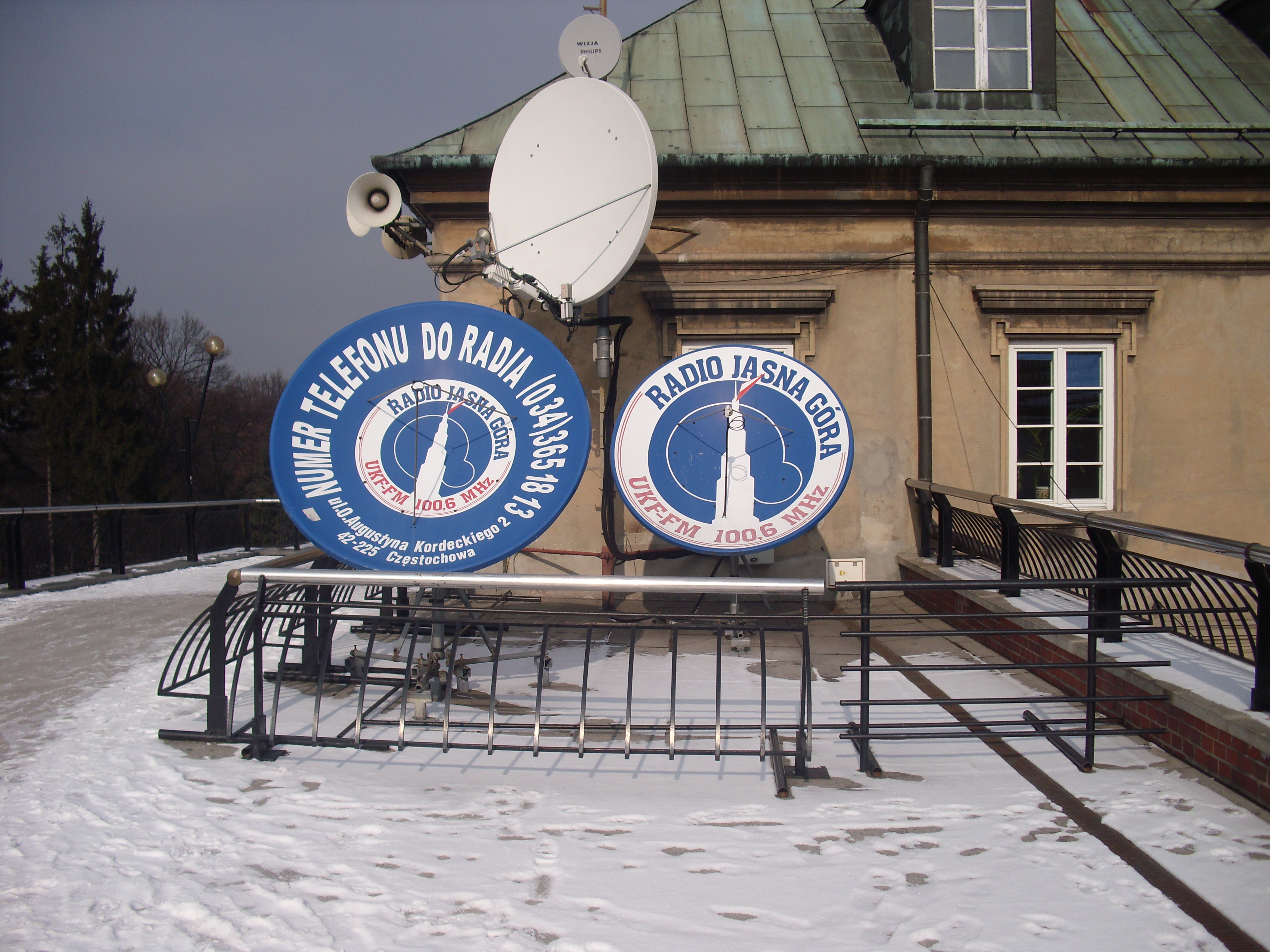
Anteny Radia Jasna Góra (biała antena na górze jest czynna, kolorowe anteny na dole pozostały w celach pamiątkowych).

Pierwszym dyrektorem radia był o. Stanisław Tomoń, a po nim o. Roman Majewski, który od 23 kwietnia 2008 sprawował funkcję przeora Jasnej Góry. Od tego dnia dyrektorem Radia Jasna Góra jest o. Kamil Szustak, a w 2017 roku funkcję tę przejął o. Andrzej Grad.
Redakcja rozgłośni mieści się na terenie sanktuarium, lecz emisja sygnału na UKF prowadzona jest z prowadzonego około siedemnaście kilometrów w linii prostej od Jasnej Góry centrum nadawczego Wręczyca.

## Program Radia
Radio realizuje transmisje z: 
- mszy świętych
- nabożeństw
- uroczystości religijnych i patriotycznych
- apeli jasnogórskich
- niektórych czuwań nocnych
- kongresów, zjazdów, sympozjów
- pielgrzymek stanowych i zawodowych

Ponadto program rozgłośni składa się z: 
- codziennych informacji o wydarzeniach na Jasnej Górze, w Polsce i na świecie
- audycji o tematyce religijnej, społecznej, ekumenicznej i kulturalnej,
- rozmów z pielgrzymami
- muzyki (głównie o charakterze religijnym).

Program obejmuje również:
- wspólną modlitwę ze słuchaczami
- rozmowy na różnorodne tematy
- audycje młodzieżowe i muzyczne (Gospel Box)
- dla niepełnosprawnych (Betel)

Niektóre audycje stacja tworzy we współpracy z Radiem Maryja czy też lokalnymi rozgłośniami katolickimi w ramach w ramach Forum Niezależnych Rozgłośni Katolickich do której należy ta stacja.

## Zasięg
Radia Jasna Góra można słuchać:
- na falach UKF 100,6 MHz w Częstochowie i okolicach,
- poprzez przekaz DAB+ (w multipleksach nadawanych w okolicy Warszawy oraz Katowic)[3],
- w Internecie (informacje na stronie internetowej radia),
- drogą satelitarną (przekaz niekodowany, Hot Bird 13°E, 10892.00 H, DVB-S, 27000 3/4),
- sieć kablowa Vectra
- poprzez dedykowaną aplikację na Androida.